# Tamás Vicsek
Tamás Vicsek (Budapest, 10 maggio 1948) è un fisico ungherese specializzato nel campo della fisica statistica.

## Carriera accademica e ricerche
Si è laureato presso l'Università Lomonosov di Mosca nel 1972 e ha conseguito il dottorato presso l'Università Lajos Kossuth  (attuale Università di Debrecen) nel 1976. Per molti anni è stato professore di fisica presso l'Università Loránd Eötvös di Budapest, della quale è attualmente emerito.
In circa 40 anni di ricerca si è occupato di studi numerici di liquidi densi, teoria della percolazione, simulazioni Monte Carlo di modelli di cluster, fenomeni di aggregazione, crescita frattale, formazione di pattern (simulazioni al computer ed esperimenti in laboratorio), fenomeni collettivi nei sistemi biologici, motori molecolari, locomozione cellulare in vitro. In particolare è noto per il modello di Vicsek per la materia attiva e per il frattale di Vicsek.

## Premi e riconoscimenti
- Premio dell'Accademia Ungherese delle Scienze nel 1990[3]
- Premio Széchenyi nel 1999[3]
- Premio Leo Szilard nel 2003[3]
- Fellow dell'American Physical Society dal 2006[8]
- Premio Lars Onsager nel 2020[1]